# Sourire de La Joconde

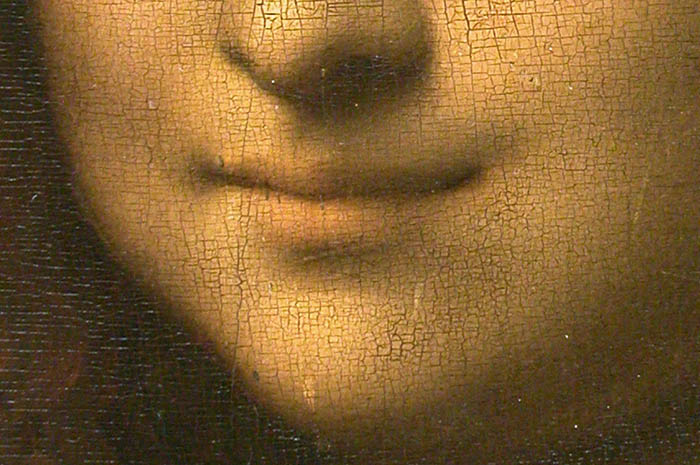
Le sourire de La Joconde.

Le sourire de La Joconde est le sourire que présente la jeune femme dont le tableau de Léonard de Vinci appelé Portrait de Mona Lisa ou La Joconde est le portrait. Cette caractéristique constitue un détail extrêmement commenté de cette huile célèbre, Giorgio Vasari mentionnant déjà dans ses Vies « un si plaisant sourire, que c'était œuvre à voir plus divine qu'humaine ». Présentant selon la critique et l'historien de l'art un caractère énigmatique, il apparaît comme suspendu, prêt à s'éteindre : quand on le fixe directement, il semble disparaître pour réapparaître, par la vision périphérique, lorsque la vue se porte sur d'autres parties du visage. Le jeu des ombres accentue l'ambiguïté que produit le sourire,.
Le principe même de réaliser un portrait d'une personne qui sourit est inventé avec La Joconde, si l'on fait exception de L'Homme qui rit, par Antonello de Messine. Aussi son sourire est la caractéristique principale à l'origine de la popularité du tableau qui s'accroît au milieu du XIXe siècle. Des poètes romantiques comme Théophile Gautier, des peintres comme Théodore Chassériau ou des écrivains du marquis de Sade à Jules Michelet font de Mona Lisa l'archétype de la femme fatale en décrivant son sourire énigmatique et la mélancolie qui s'en dégage. La Joconde fait même figure de revendication mythique pour Walter Pater lorsqu'il en réalise une longue description dans son essai La Renaissance.

## Description
L'expression de son sourire présente une légère dissymétrie visible lorsqu'on masque la moitié du visage avec une main : les lèvres de la droite de sa bouche (du côté des montagnes) sont relevées un peu plus haut que celles de la gauche.

## Analyse
Plusieurs hypothèses plus ou moins farfelues ont été données depuis des décennies pour expliquer ce sourire : asthme ; bouche fermée pour masquer le noircissement des dents provoqué par un traitement au mercure contre la syphilis ; paralysie faciale de Bell sur le côté gauche du modèle ; bruxisme dû au stress des longues poses ou au contraire sourire de plaisir par l'écoute de musique lors de ces séances, sourire maternel de femme enceinte, stratagème du peintre qui entoure son modèle de musiciens, de chanteurs et de bouffons, pour effacer la mélancolie de son visage de femme maltraitée… Pour le professeur en odontologie Joseph Borkowski, il y a une cicatrice sous la lèvre inférieure de la Joconde, similaire à celle créée quand les bords incisifs des dents percent la lèvre : Mona Lisa aurait perdu des dents de devant, non par anodontie mais, comme beaucoup de personnes à cette époque, à cause de l'hygiène dentaire déficiente, ce qui lui donne un sourire particulier. Les professeurs Mandeep Mehra et Hilary Campbell relèvent plusieurs signes (teinte jaunâtre de la peau, visage légèrement gonflé, chevelure clairsemée et front haut, rareté des poils et quasi-absence de sourcils, présence de plusieurs grosseurs sur son visage : xanthelasma près de son œil gauche, lipome ou xanthome sur sa main droite, goitre au niveau de sa gorge) qui suggèrent que Mona Lisa aurait été atteinte d'hypothyroïdie avancée en raison d'un régime alimentaire pauvre en iode ou d'un accouchement récent (cette inflammation de la thyroïde affectant environ 5 % des femmes dans l'année qui suit l'accouchement). Les auteurs nuancent leur diagnostic, l'absence de sourcils pouvant être une épilation volontaire et le teint jaune un vieillissement naturel du vernis du tableau.

Des dizaines d'études « scientifiques » sortent chaque année, prétendant attribuer à la Joconde de nouvelles maladies expliquant son sourire (excès de cholestérol, problèmes cardiovasculaires, tendance à la dépression...). Ces diagnostics aussi faciles à formuler qu'impossibles à prouver ou réfuter, sont très partagés dans la presse, et ne reposent sur à peu près rien d'autre que des affirmations gratuites, formulées principalement dans un but de buzz médiatique facile. Le journaliste scientifique Mathieu Vidard résume : 

« si vous souhaitez vous faire connaître à peu de frais, prenez le tableau le plus célèbre du monde, inventez n’importe quelle fake news à son sujet et vous serez certain de tutoyer à votre tour l’ivresse de la célébrité. »